# Nílúfar Hamedíová
Nílúfar Hamedíová (nepřechýleně Nílúfar Hamedí; * 22. října 1992) je íránská novinářka a fotografka, která pracuje pro reformní deník Shargh. Byla zatčena během protestů za Mahsu Amíniovou za to, že zveřejnila zprávy o Mahse Amíníové a informovala o tom, jak s ní zacházela íránská mravnostní policie. Hamedíová je také známá svou prací jako jedna z prvních novinářek, která udělala rozhovor s rodinou a právníkem vězněného spisovatele Sepideha Rashnu, a vydala o případu investigativní zprávu. Časopis Time ji v roce 2023 zařadil mezi 100 nejvlivnějších lidí světa.

## Zpráva o Mahse Amíniové a zatčení
Dne 16. září 2022 získala Hamedíová přístup do nemocnice Kasra v Teheránu, kde byla 22letá Mahsa Amíniová léčena poté, co byla zadržena mravnostní policií za údajně nevhodné nošení povinného hidžábu. Později toho dne, a přibližně v době smrti Amíniové, Hamedíová tweetovala fotografii Amininých rodičů, jak se v nemocnici objímají a pláčou. Tato fotografie se rychle rozšířila spolu se zprávou Hamedíové o smrti Amíniové a nakonec se rozrostl do celonárodních protestů.
V důsledku svého zpravodajství byla Hamedíová 21. září zatčena bezpečnostními silami po vlně zatýkání, která se zaměřila na novináře a studenty. Účet Hamedíové na Twitteru, kde původně zveřejnila vlivnou fotografii rodičů Amini, byl bez vysvětlení pozastaven. Mezi její obvinění patří tajné dohody s úmyslem jednat proti národní bezpečnosti a propaganda proti státu.
Podle právníka Hamedíové, Mohammada Aliho Kamfirouziho, byla vyslýchána a je držena na samotce v teheránské věznici Evin. Dne 4. listopadu 2022 vydaly islámské revoluční gardy a ministerstvo zpravodajských služeb společné prohlášení plné nepodložených tvrzení, v němž obvinily Hamedíovou a Elahíh Mohammadíovou, další novinářku, která informovala o pohřbu Amíniové, z toho, že jsou to zahraniční agentky zapojené do „multidimenzionálních válek“. organizované „západními a sionistickými zpravodajskými agenturami... k provádění seriózního a nepřetržitého plánování s cílem ovlivňovat různé sociální vrstvy, zejména v oblastech souvisejících se ženami“. Prohlášení nesprávně tvrdilo, že Nílúfar Hamedíová (30) zveřejnila fotografii Mahsy Amíniové na nemocničním lůžku, která se stala virální na sociálních sítích. Přesto Hamedíová, která pracuje pro noviny Shargh v Teheránu, nikdy na Twitteru fotku Amíniové na nemocničním lůžku nepublikovala; pouze tweetovala fotografii rodičů Mahsy (podle některých zpráv otce a babičky) objímajících se v nemocnici po její smrti.

## Uznání

### Ocenění
- Mezinárodní cena za svobodu tisku od kanadských novinářů za svobodný projev (CJFE), sdílená s Elahíh Mohammadíovou, únor 2023[19][20]
- 2023 Harvardova cena Louise M. Lyonse za svědomí a integritu v žurnalistice, sdílená s Elahíh Mohammadíovou, březen 2023[21][22]
- 2023 Světová cena za svobodu tisku UNESCO/Guillermo Cano, sdílená s Elahíh Mohammadíovou a Narges Mohammadíovou.[23]

### Další uznání
- Fotografie Hamedíové otce a babičky Mahsy Amini, jak se objímají těsně po její smrti, byla vybrána skupinou renomovaných íránských afghánských fotoreportérů jako fotografie roku (pro rok 1401), březen 2023[24][18]
- V dubnu 2023 byli Hamedíová a Elahíh Mohammadíová zařazeny do seznamu 100 nejvlivnějších lidí světa časopisu Time.[7]